# Abanq
AbanQ ERP/CRM es un software de Planificación de recursos empresariales (PRE, ERP en inglés) y administración de la relación con los clientes (CRM en inglés) open source para la Pequeña y mediana empresa, autónomos o asociaciones.

## Características
La aplicación está disponible bajo licencia GNU/GPL (GNU General Public License). AbanQ 2.5, una aplicación orientada al desarrollo rápido de aplicaciones empresariales basadas fuertemente en base de datos bajo la licencia GPLv2. 
Las características principales del sistema AbanQ podría resumirse en los siguientes puntos:
- Es un Sistema Multiusuario
- Posee su propio sistema de permisos (con varios niveles para cada característica)
- Una interfaz personalizable mediante temas
- Permite modular el código
- Está ideado principalmente para trabajar sobre PostgreSQL como base de datos, y, aunque permite otros controladores (como MySQL o SQLite), el único recomendado es PostgreSQL.
- Desarrolador en C++ y toolkit Qt

## Funcionalidades
AbanQ incluye las funcionalidades más importantes de un  PGI/GRC (En inglés ERP/CRM) incluye la gestión contable. Está basado en diferentes módulos más o menos dependientes unos de otros.
Se caracteriza principalmente por su facilidad de instalación y su simplicidad de uso a pesar del gran número de funcionalidades que se activan a través de módulos.
AbanQ es software libre de tipo ERP (Enterprise Resource Planning) orientado a la administración, gestión comercial, finanzas y en general a cualquier tipo de aplicación donde se manejen grandes bases de datos y procesos administrativos. Su aplicación abarca desde la gestión financiera y comercial en empresas hasta la adaptación a procesos complejos de producción, así como distintas personalizaciones que cubran las necesidades de gestión y finanzas de las empresas, basándose en el modelo de software libre. Es modular y disponible para Linux, MAC OS X y Windows, incluyendo su propia plataforma de desarrollo rápido para adaptar la aplicación. 

### Módulos principales
- Catálogo de clientes y/o proveedores
- Gestión de cuentas bancarias/Cajas
- Gestión de presupuestos
- Gestión de pedidos
- Gestión de contratos de servicio
- Gestión de facturación
- Gestión de stock
- Control de pagos
- Domiciliaciones bancarias
- Gestión de envíos
- E-Mailing
- Funciones de exportación

### Otros módulos
- Generación de PDF (facturas, pedidos, presupuestos...)
- Gestión de miembros de una asociación
- Gestión de favoritos
- Informes
- Gestión de subvenciones
- Gestión de notificaciones
- Módulo tracker Bit Torrent

### Diversos
- Multi-usuario, permisos por funcionalidades
- Varios gestores de menú (diferentes para los usuarios internos en back-office y para los externos en front-office)
- Muy simple de instalar y de usar
- Varios temas
- Código altamente personalizable
- Funciona con MySQL, PostgreSQL, etc

## Arquitectura
AbanQ está desarrollado en C++ y toolkit Qt para proporcionar una solución para su empresa, asociación o institución en cualquier parte del mundo.
Soporta varias bases de datos( MySQL, PostgreSQL, SQLite). Ha sido diseñado para funcionar con la más amplia gama de servidores o hosts posible.
AbanQ puede ser instalado en los Sistemas Operativos Windows (wampserver, WAMPP,...), Mac OS X (......) y Linux Ubuntu/Debian (LAMPP,..... para Ubuntu).

## Historia
AbanQ, un sistema software ERP creado por InfoSiAL, S.L. (Almansa, Albacete) en el que participan colaboradores de todo el mundo, y que ha sido galardonado con el primer premio del concurso de creación de empresas de base tecnológica convocado por INNOVARED. 

## Enlaces
- Sitio Oficial
- Recopilación de manuales
- Fork Eneboo

- Datos: Q20015432